# Stosunki polsko-południowoafrykańskie
Stosunki między Polską a Południową Afryką zostały na poziomie dyplomatycznym nawiązane 18 grudnia 1991 roku.
W historii stosunków polsko-południowoafrykańskich kilkakrotnie miały miejsce wizyty na najwyższym szczeblu. Polskę odwiedzili: prezydent Frederik Willem de Klerk (1992), wiceprezydent Jacob Zuma (2004), wiceprezydent Kgalema Motlanthe (2014) i prezydent Cyril Ramaphosa (2023). W 2013 roku wizytę w RPA złożył premier Donald Tusk.
Podstawą prawną współpracy gospodarczej określa umowa między Unią Europejską a 6 krajami Wspólnoty Rozwoju Afryki Południowej (SADC) z 2014 roku oraz dwustronna umowa o współpracy gospodarczej między Polską a RPA z 2013 roku.
Współpraca między oboma krajami odnosi się także do obszaru nauki. Polska Akademia Nauk współpracuje z południowoafrykańską National Research Foundation w dziedzinie medycyny, mechaniki ciała stałego, chemii fizycznej i ekonomii. Współpracę nawiązały także Uniwersytet Adama Mickiewicza i University of South Africa w Pretorii. Polska jest trzecim co do wielkości udziałowcem (ok. 10 %) w projekcie budowy i eksploatacji Wielkiego Teleskopu Południowoafrykańskiego (SALT). Polsko-południowoafrykańskie projekty badawcze prowadzi także Narodowe Centrum Badań i Rozwoju.